# Black Hawk (Häuptling)

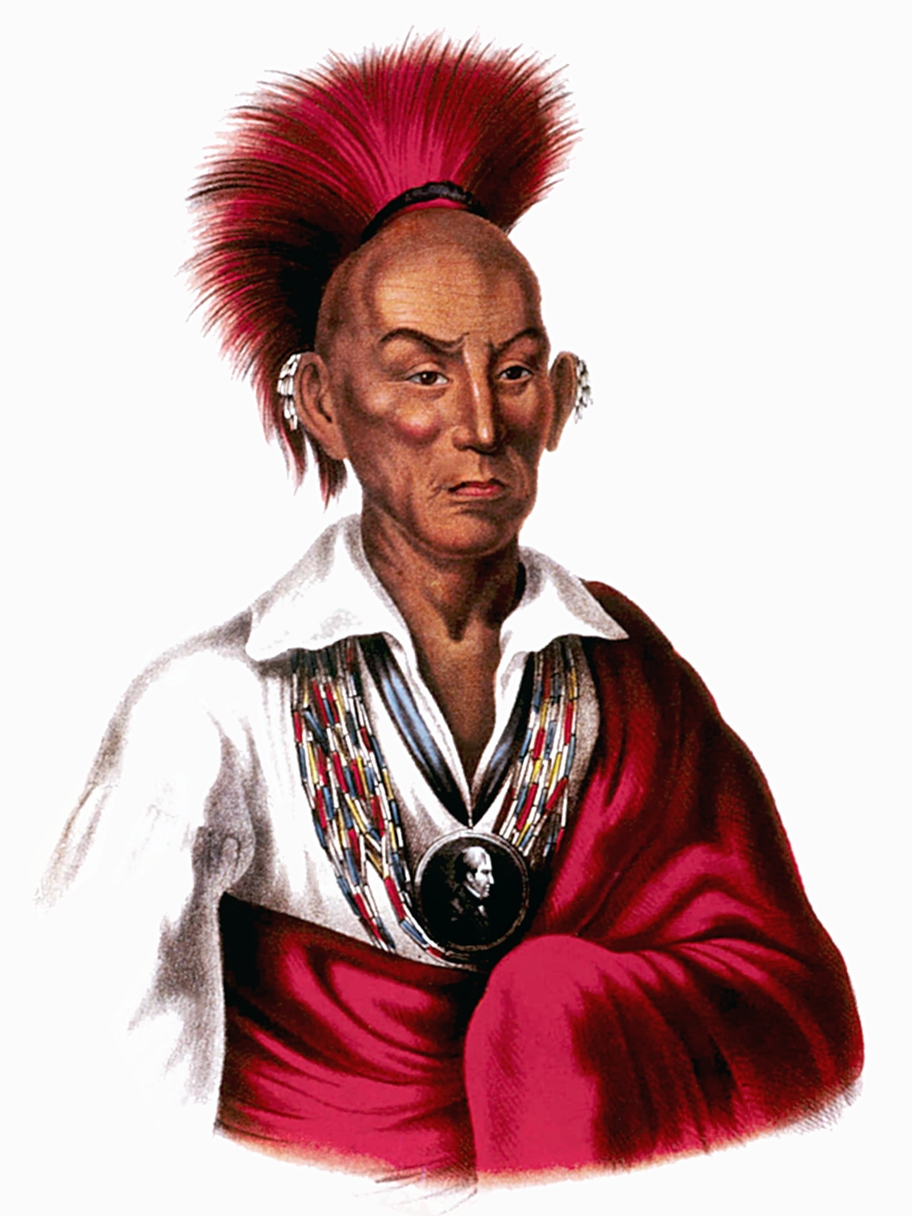
Black Hawk

Black Hawk (* 1767 in Sac Village, Rock River, Illinois; † 3. Oktober 1838; Sauk Makataimeshekiakiak, Schwarzer Falke) war ein Häuptling der Sauk- und Meskwaki.

## Leben
Ungefähr 1788 folgte Black Hawk seinem Vater als Häuptling nach. Als die Sauk und Meskwaki 1804 ihr Land an die USA abtraten, widersprach er, da die Häuptlinge betrunken gewesen und von den Amerikanern über den Inhalt des Vertrages getäuscht worden seien. Black Hawk nahm am Britisch-Amerikanischen Krieg von 1812 auf britischer Seite teil und wurde dabei zum „brevet Brigadier General“  (General ehrenhalber) ernannt.
Als in den 1820er Jahren die Umsiedlung der Sauk und Meskwaki auf die andere Seite des Mississippis begann, weigerte er sich mit der Begründung, der Vertrag erlaube es den Sauk und Meskwaki, in ihrem Land zu bleiben, solange es im Besitz der amerikanischen Regierung sei. Da noch nicht alles Land an die Siedler verkauft sei, könne er solange bleiben. Daraus resultierte der Black-Hawk-Krieg im Jahre 1832. Am Ende musste Black Hawk sich am 27. August 1832 ergeben und wurde gefangen genommen, aber etwa ein Jahr später wieder entlassen.
Aus den darauf folgenden Verhandlungen resultierte der Verkauf des Landes. Obwohl Black Hawk nicht daran beteiligt war, wurde dieser Handel Black-Hawk-Purchase genannt.
Nach Black Hawk sind auch das Black Hawk County, Iowa, die Black Hawk Bridge über den Mississippi zwischen Iowa und Wisconsin, ein Prototyp eines US-amerikanischen Kampfhubschraubers, der Sikorsky S-67, eine Variante des militärischen Mehrzweckhubschraubers Sikorsky UH-60 und das Team der amerikanischen Profi-Eishockeyliga NHL, die Chicago Blackhawks, benannt, wie auch in der Basketballliga NBA der Vorgänger der Atlanta Hawks, die Tri-Cities Blackhawks.